# Герман Бухнер
Герман Бухнер (нім. Hermann Buchner; 30 жовтня 1919, Зальцбург — 1 грудня 2005, Лінц) — австрійський і німецький льотчик-ас штурмової та винищувальної авіації, лейтенант люфтваффе, оберст ВПС Австрії. Кавалер Лицарського хреста Залізного хреста.

## Біографія
В 1939 році вступив в люфтваффе. Закінчив 1-е винищувальне училище і 7 листопада 1941 року був зарахований в навчальну (штурмову) ескадрилью 2-ї навчальної ескадри. 26 квітня 1942 року переведений у 8-у ескадрилью 1-ї ескадри пікіруючих бомбардувальників. Учасник Німецько-радянської війни. Потім воював у складі 6-ї ескадрильї 2-ї ескадри пікіруючих бомбардувальників. Учасник боїв на Керченському та Таманському півостровах. 27 серпня 1943 року здійснив свій 300-й бойовий виліт. У жовтні 1943 року переведений в 6-у ескадрилью 2-ї ескадри пікіруючих бомбардувальників. У березні 1944 року здійснив свій 500-й бойовий виліт. В серпні 1944 року призначений інструктором в 151-у ескадру підтримки сухопутних військ, а 15 листопада 1944 року – в 3-ю групу 2-ї навчальної винищувальної ескадри, де почав літати на Ме.262. 19 листопада 1944 року зарахований в 9-у ескадрилью 7-ї винищувальної ескадри. 26 листопада отримав свою першу перемогу на Ме.262, збивши американський літак Р-38. Всього на Ме.262 здійснив 27 бойових вильотів і збив 12 літаків (з них 10 чотиримоторних бомбардувальників). В 1955/79 роках служив у ВПС Австрії.
Всього за час бойових дій здійснив 631 бойовий виліт і збив 58 літаків (з 46 радянських), посівши серед льотчиків штурмової авіації друге місце (після Августа Ламберта) за кількістю повітряних перемог. Сам Бухнер був збитий 5 разів, двічі катапультувався і двічі був поранений. Також він знищив велику кількість наземних цілей, включаючи 46 танків і 1 бронепоїзд.

## Нагороди
- Медаль «У пам'ять 1 жовтня 1938» (15 серпня 1939)
- Нагрудний знак пілота (24 травня 1940)
- Залізний хрест 2-го і 1-го класу
- Медаль «За зимову кампанію на Сході 1941/42»
- Кримський щит
- Почесний Кубок Люфтваффе (2 жовтня 1942)
- Німецький хрест в золоті (17 жовтня 1943)
- Нагрудний знак «За поранення» в чорному (31 жовтня 1943)
- Лицарський хрест Залізного хреста (20 липня 1944) — за 613 бойових вильотів, 46 збитих літаків і 46 знищених танків.
  - В кінці війни був представлений до дубового листя, але через її завершення представлення не було розглянуте.
- Почесний знак «За заслуги перед Австрійською Республікою», золотий і срібний знак